# Doubar et autres récits du Goulag
Doubar et autres récits du Goulag (en russe : Дубар) est un recueil de cinq récits de l'écrivain russe Gueorgui Demidov publié en français en 1991 et réédité en 2021. Chaque récit est centré sur des évènements particuliers de la vie d'un détenu à la Kolyma, dans un camp de travail pénitentiaire du Goulag, parmi les autres zeks détenus avec lui. L'auteur a passé 14 années à la Kolyma où il a croisé l'écrivain russe Varlam Chalamov, également auteur de récits.  

## Œuvre
Les cinq récits sont précédés d'une préface de Luba Jurgenson et suivis d'une postface due à la fille de l'auteur Valentina Demidova qui constitue aussi une biographie de son père  :
- Doubar
- Le Peintre Bacille et son chef-d'œuvre
- L'Amok
- Au bruit de l'ardent métal
- Deux procureurs.